# Pseudadoretus phthisicus
Pseudadoretus phthisicus är en skalbaggsart som beskrevs av Carl August Dohrn 1882. Pseudadoretus phthisicus ingår i släktet Pseudadoretus och familjen Rutelidae. Inga underarter finns listade i Catalogue of Life.